# Saint-Martial-de-Gimel
Saint-Martial-de-Gimel è un comune francese di 490 abitanti situato nel dipartimento della Corrèze nella regione della Nuova Aquitania.

## Società

### Evoluzione demografica
Abitanti censiti